# Dassault Falcon 7X
Dassault Falcon 7X là một máy bay phản lực thương mại tầm xa, khoang rộng của Pháp, do hãng Dassault Aviation chế tạo. Nó xuất hiện công khai lần đầu tại Triển lãm hàng không Paris năm 2005.

## Phát triển
Máy bay đã được đặt chế tạo khoảng 165 chiếc. Nó được cấp giấy chứng nhận từ Cơ quan quản lý hàng không Liên bang Mỹ (FAA) và Cơ quan an toàn hàng không châu Âu (EASA) vào ngày 27 tháng 4-2007 . Chiếc 7X đầu tiên mang số MSN05, bắt đầu hoạt động chính thức vào ngày 15 tháng 6-2007..
Năm 2001 Falcon 7X có giá xấp xỉ khoảng 35 triệu USD, rẻ hơn 10 triệu USD so với đối thủ của nó là Gulfstream G550 và Bombardier Global Express. Năm 2007, chi phí của nó là 41 triệu USD.

## Thiết kế

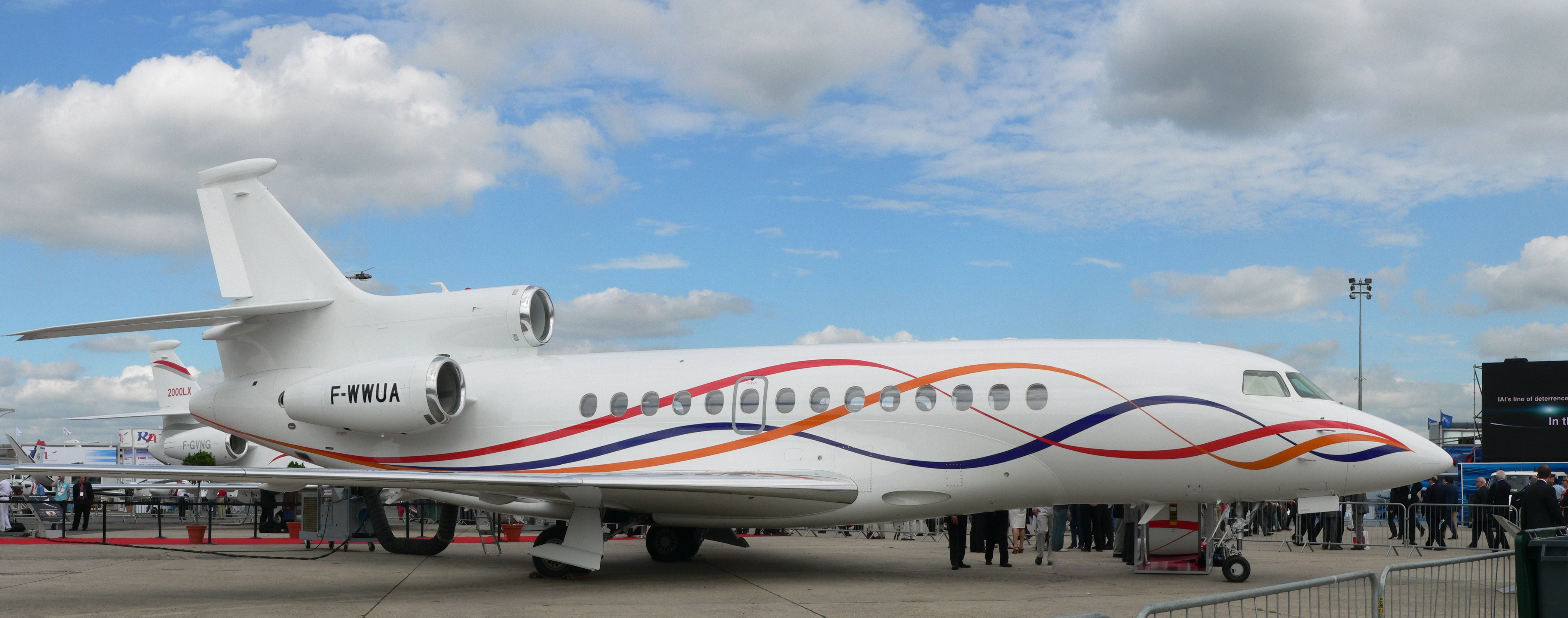
Dassault Falcon 7X tại Paris - Le Bourget

Đây là máy bay phản lực thương mại đầu tiên có hệ thống lái fly-by-wire hoàn toàn. Nó cũng được trang bị hệ điện tử hàng không là Honeywell Primus EPIC "Enhanced Avionics System" (EASy), các hệ thống này được sử dụng trên Falcon 900EX và Falcon 2000EX.
Falcon 7X đáng chú ý khi sử dụng thiết kế có sự hỗ trợ rất lớn của máy tính, đây là "máy bay đầu tiên được thiết kế trọn vẹn trên một nền tảng ảo" , sử dụng sản phẩm Dassault Systemes CATIA và PLM.

## Thông số kỹ thuật (Falcon 7X)
Dữ liệu 

### Đặc điểm riêng
- Phi đoàn: 3
- Sức chứa: 12 hành khách
- Chiều dài: 23.19 m (76 ft 1 in)
- Sải cánh: 26.21 m (86 ft)
- Chiều cao: 7.863 m (25 ft 8 in)
- Diện tích cánh: 70.7 m² (761 ft²)
- Trọng lượng rỗng: 15.456 kg (34.072 lb)
- Trọng lượng cất cánh: n/a
- Trọng lượng cất cánh tối đa: 31.299 kg (69.000 lb)
- Động cơ: 3× Pratt & Whitney Canada PW307A, 28.46 kN (6.400 lbf) mỗi chiếc

### Hiệu suất bay
- Vận tốc cực đại: 953 km/h (515 knots, 593 mph)
- Vận tốc hành trình: 900 km/h (486knots, 559 mph)
- Tầm bay: 11.019 km (5.950 nm)
- Trần bay: 15.545 m (51.000 ft)
- Vận tốc lên cao: n/a
- Lực nâng của cánh: 435 kg/m² (91 lb/ft²)
- Lực đẩy/trọng lượng: n/a

### Máy bay có cùng sự phát triển
- Dassault Falcon 900